# Diva Zappa
Pour les articles homonymes, voir Zappa (homonymie).
Diva Muffin Zappa née le 30 juillet 1979 est une modéliste, et artiste américaine active aussi comme actrice au cinéma et à la télévision. Elle est la plus jeune fille de Gail Zappa et Frank Zappa. 